# Карачаровы
Карачаровы (Корочаровы, Корачаровы) — русские дворянские роды.

## История рода
Служилые дворяне с XVI века. Родоначальник Фёдор Карачаров владел поместьями уже в 1486. Его сын Митрофан послан в Венецию (1499-1504), вместе с греком Димитрием Ралевым. Послы возвратились в 1504, привезли с собой многих мастеров серебряных, пушечных и стенных. Сын Митрофана, Бакака, был дьяком при Василии III и Иване Грозном, как и его брат Чудин Бакака. Весьма показательно, что, начиная с Ивана Митрофановича, дворцового дьяка (1537), сына Митрофана Карачарова, фамилия Карачаров добавляется новым прозвищем «Бакака», что практически означает примерно одно и то же, но в казанско-татарском понимании: Карачаров — от общетюркского Карачы «дозорный, смотритель», бакакы — от казанско — татарского Бак — бакче «смотри, смотрящий». С XVI века эти фамилии выступают и самостоятельно, например, жители Казани Юрий Бакака (1575) сын боярский Артемий Бакакин (1575). Официально Карачаровы — Бакакины были введены в дворянство в 1622 году, но упоминание их в качестве дьяков и сынов боярских предполагает думать о более раннем времени. Не исключено, что их поместья находились в Муромском уезде — см. известное село Карачарово под Муромом.
В XVII веке Карачаровы служили стольниками и московскими дворянами. Род Карачаровых внесён в VI родословной книги Московской, Пензенской и Саратовской губерний (Гербовник, V, 75).
Есть также ещё два рода Карачаровых более позднего происхождения.

## Описание герба
Щит разделён горизонтально на две части, из коих в верхней в красном поле находится военный серебряный щит, сквозь который крестообразно положены стрела и сабля, остриями вверх. В нижней части в голубом поле два орлиных серебряных крыла и между них снизу изображена золотая шестиугольная звезда.
Щит увенчан дворянскими шлемом и короной. Нашлемник: три страусовых пера. Намёт на щите красный и голубой, подложенный серебром и золотом.

## Известные представители
- Карачаров Василий Иванович — стольник (1680—1692), воевода на Белоозере (1687—1688).
- Карачаров Иван Васильевич — стольник царицы Евдокии Фёдоровны (1692).
- Карачаров Василий Дмитриевич — московский дворянин (1692).[3][4].